# Сімона Сімон
Сімона Сімон (фр. Simone Simon; 23 квітня 1910 — 22 лютого 2005) — французька акторка.

## Біографія
Сімона Тереза Фернанда Сімон народилася у французькому місті Бетюн, провінція Па-де-Кале, 22 квітня 1910 року. Її батько, француз, був інженером, а мати, родом з Італії — домогосподаркою. Її дитинство пройшло в Марселі, а в 1931 році вона переїхала в Париж, де перший час працювала співачкою, потім моделлю і дизайнером.
У тому ж році відбувся її дебют у фільмі «Невідомий співак», і за короткий термін Сімон стала однією з найбільш перспективних актрис Франції. В 1934 році, після виходу на екрани картини «Дамське озеро», її помітив знаменитий американський продюсер Дерріл Ф. Занук і запросив в Голлівуд. Незважаючи на велику рекламну кампанію, яку в 1936 році для актриси влаштував Занук, її голлівудська кар'єра не склалася, і за два роки роботи там найбільш успішними стали її ролі в картинах «Сьоме небо» та «Закохані жінки», в яких її колегою по екрану була перша володарка премії «Оскар» Джанет Гейнор. У 1938 році, не задовольнившись своєю кар'єрою в США, Сімона Сімон повернулася на батьківщину, де в тому ж році з'явилася в картині Жана Ренуара «Людина-звір».
З початком Другої світової війни Сімона знову залишила Францію на користь США, де в наступні роки досягла більшого успіху, ніж під час першої поїздки. Найбільш запам'ятовуються стали її ролі у фільмах жахів і фантастичних картинах, таких як «Диявол і Деніел Вебстер» (1941), «Люди-кішки» (1942) і «Прокляття людей-кішок» (1944). Після десятиліття Сімона повернулася у Францію, але там її акторська кар'єра почала поступово згасати. За наступні роки вона знялася менш ніж в десяти картинах, серед яких «Карусель» (1950), «Олівія» (1951) і «Насолода» (1952), а в 1973 році виконала свою останню кінороль у фільмі «Жінка в блакитному».
Акторка жодного разу не була одружена, хоча і мала кілька романів. У 1931-1933 у неї був роман з режисером Марком Аллегре, в роки Другої світової у неї був зв'язок з сербським подвійним агентом Душко Поповим, а в 1950-х роках її коханцем був одружений французький банкір Алек Вайсвайллер. Також У неї був роман з відомим американським композитором Джорджем Гершвіном.
Симона Симон померла в Парижі 22 лютого 2005 року у віці 94 років. Через кілька днів після її смерті міністр культури Франції Рено Донедьє де Вабр виступив із заявою, в якій говорилося: «з відходом Сімони Сімон ми втратили одну з найзвабливіших і яскравих зірок французького кіно першої половини XX століття».

## Фільмографія
- 1936: Спальня для дівчат / Girls` Dormitory — Марі Клодель
- 1938: Людина-звір / La bête humaine — Северина
- 1950: Карусель / La Ronde — Марі, покоївка
- 1951: Олівія / Olivia — Мадемуазель Кара́